# Rafael Braga Librelotto
Rafael Braga Librelotto (Cruz Alta, 29 de janeiro de 1980) é um advogado, empresário e político brasileiro filiado ao Movimento Democrático Brasileiro (MDB).

## Biografia
Nascido em Cruz Alta, Rafael Braga Librelotto é advogado e empresário. Iniciou sua trajetória política no movimento estudantil, tendo sido atuante na Universidade de Cruz Alta (Unicruz). Foi presidente da Juventude do MDB do Rio Grande do Sul entre 2009 e 2011.
Na sua cidade natal, presidiu a Associação de Jovens Empresários de Cruz Alta. Em 2008, concorreu ao cargo de vice-prefeito de Cruz Alta e presidiu o diretório municipal do MDB. Foi eleito vereador para a Câmara Municipal de Cruz Alta em 2012, sendo o mais votado do partido com 1.477 votos, e presidiu a Câmara Municipal durante seu mandato. Posteriormente, foi eleito presidente da Associação de Vereadores do MDB do Rio Grande do Sul.
Librelotto também desempenhou funções no Governo do Estado, como Diretor de Pequenas e Microempresas na Secretaria de Inovação, Ciência e Tecnologia, e na Assembleia Legislativa do Rio Grande do Sul, onde foi Diretor de Publicidade. Em Brasília, atuou como assessor parlamentar, chefe de gabinete e assessor internacional na Secretaria Nacional de Juventude, além de coordenador da Conferência Nacional de Políticas Públicas de Juventude.
É casado com Paula Rubin Facco Librelotto, prefeita de Cruz Alta, e tem dois filhos, Valentino e Vittorio.

## Deputado estadual
Nas eleições estaduais de 2022, Rafael Braga Librelotto concorreu a deputado estadual pelo MDB e obteve 33.930 votos, ficando como primeiro suplente da legenda.
Assumiu o mandato na Assembleia Legislativa do Rio Grande do Sul para a 56ª legislatura (2023 — 2027) em 1º de fevereiro de 2023, em virtude da nomeação do deputado titular Juvir Costella para a Secretaria de Logística e Transportes.

### Atuação parlamentar
Na Assembleia Legislativa, Rafael Braga Librelotto assumiu posições de destaque em diversas comissões. É vice-presidente da Comissão de Educação, Cultura, Desporto, Ciência e Tecnologia e presidente da Comissão Especial das Universidades Comunitárias. Além disso, integra como membro titular as Comissão de Constituição e Justiça, a Comissão de Finanças, Planejamento, Fiscalização e Controle, a Comissão de Saúde e Meio Ambiente e a Comissão Mista Permanente do Mercosul e Assuntos Internacionais. Foi também indicado como relator da Lei de Diretrizes Orçamentárias (LDO).

#### Frentes parlamentares
Librelotto reinstalou oficialmente, no final de 2024 e início de 2025, a Frente Parlamentar Pró-Pavimentação da ERS-514, conhecida como "estrada das sementeiras". A iniciativa visa mobilizar esforços para a pavimentação asfáltica de aproximadamente 70 quilômetros da rodovia, entre os municípios de Palmeira das Missões e Ajuricaba, trecho considerado vital para o escoamento da produção agrícola da região, especialmente de sementes e grãos. A solenidade de reinstalação ocorreu em Palmeira das Missões e contou com a presença do vice-governador Gabriel Souza, prefeitos da região e lideranças do agronegócio.